# Flavio Schmid
Pour les articles homonymes, voir Schmid.
Flavio Schmid est un joueur de football suisse, né le 6 février 1980.
Flavio Schmid évolue actuellement au FC Baden. Son poste de prédilection est défenseur.

## Clubs successifs
| Saison  | Club     | Pays   | Palmarès |
| ------- | -------- | ------ | -------- |
| 2000-01 | FC Aarau | Suisse |          |
| 2001-02 | FC Aarau | Suisse |          |
| 2002-03 | FC Aarau | Suisse |          |
| 2003-04 | FC Aarau | Suisse |          |
| 2004-05 | FC Aarau | Suisse |          |
| 2005-06 | FC Aarau | Suisse |          |
| 2006-07 | FC Aarau | Suisse |          |
| 2006-07 | FC Baden | Suisse |          |